# Кашемир

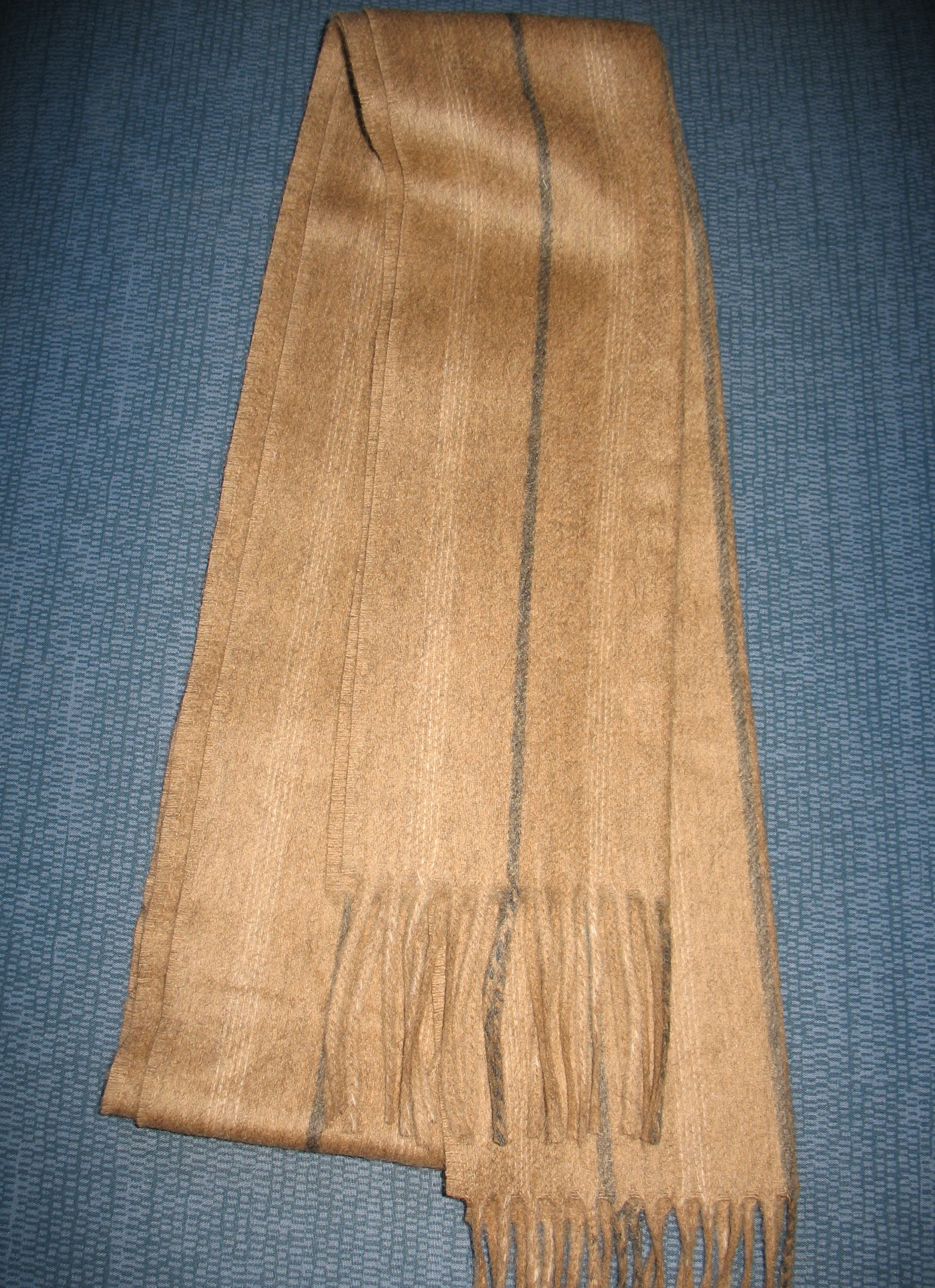
Шарф из кашемира

Кашеми́р (от фр. сасhеmirе, нем. Kaschmir, англ. cashmere), также кашми́р, камиши́р — очень тонкая, мягкая и тёплая материя саржевого переплетения. Термин происходит от названия области Кашмир  в высокогорье передних Гималаев, которая до прихода британских колонизаторов была самостоятельным княжеством (ныне это спорная область на границе Индии и Пакистана).
Кашемир ткут из гребенно́й пряжи, собранной из пуха (подшёрстка) кашмирских, пашминных и некоторых других пород домашних коз, происходящих из горных (гималайских) регионов Индии, Китая, Непала, Пакистана. Также данные породы разводятся в Киргизии, Монголии, Австралии и иных странах. Согласно действующему законодательству ТН ВЭД СНГ (товарная номенклатура внешнеэкономической деятельности содружества независимых государств), кашемир — это волос кашмирских коз, состоящий из шерсти и пуха.
Натуральный кашемир — дорогой и редкий материал. Изделия из него характеризуются лёгкостью, очень приятны на ощупь. Для сравнения, человеческий волос имеет толщину около 50—75 мкм, а качественная кашемировая нить — около 19—20 мкм. Пух для изделий из кашемира выщипывают или вычёсывают вручную весной, во время линьки коз. Одна коза в год даёт 150—200 грамм неочищенного (первичного) кашемира. После очистки и обработки пуха остаётся всего лишь 80—120 грамм. При изготовлении одной шали из кашемира необходим пух 3—4 коз, причём в связи с тонкостью получившейся пряжи её окрашивают и ткут только вручную, как правило, от 1,5 до 4 недель, что соответственно сказывается на цене изделия.
Предпринимали неудачные попытки разводить кашмирских коз и в других странах — традиционных местах производства шерсти: Шотландии, Австралии, Новой Зеландии и прочих. Но климатические условия этих стран сильно отличаются от условий Гималаев, что отрицательно сказывалось на качестве шерсти, она теряла свои уникальные качества. Поэтому сегодня крупнейшими поставщиками кашемирового пуха по-прежнему являются Индия и Монголия.

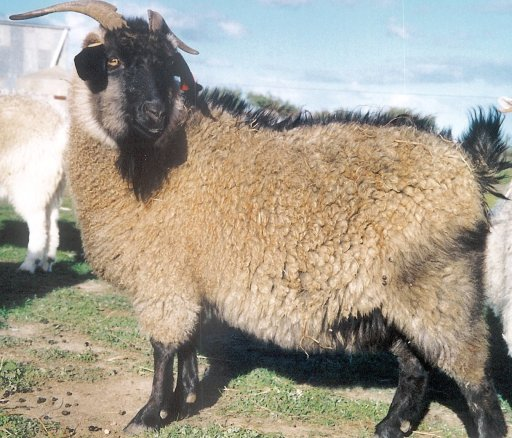
Кашмирская коза
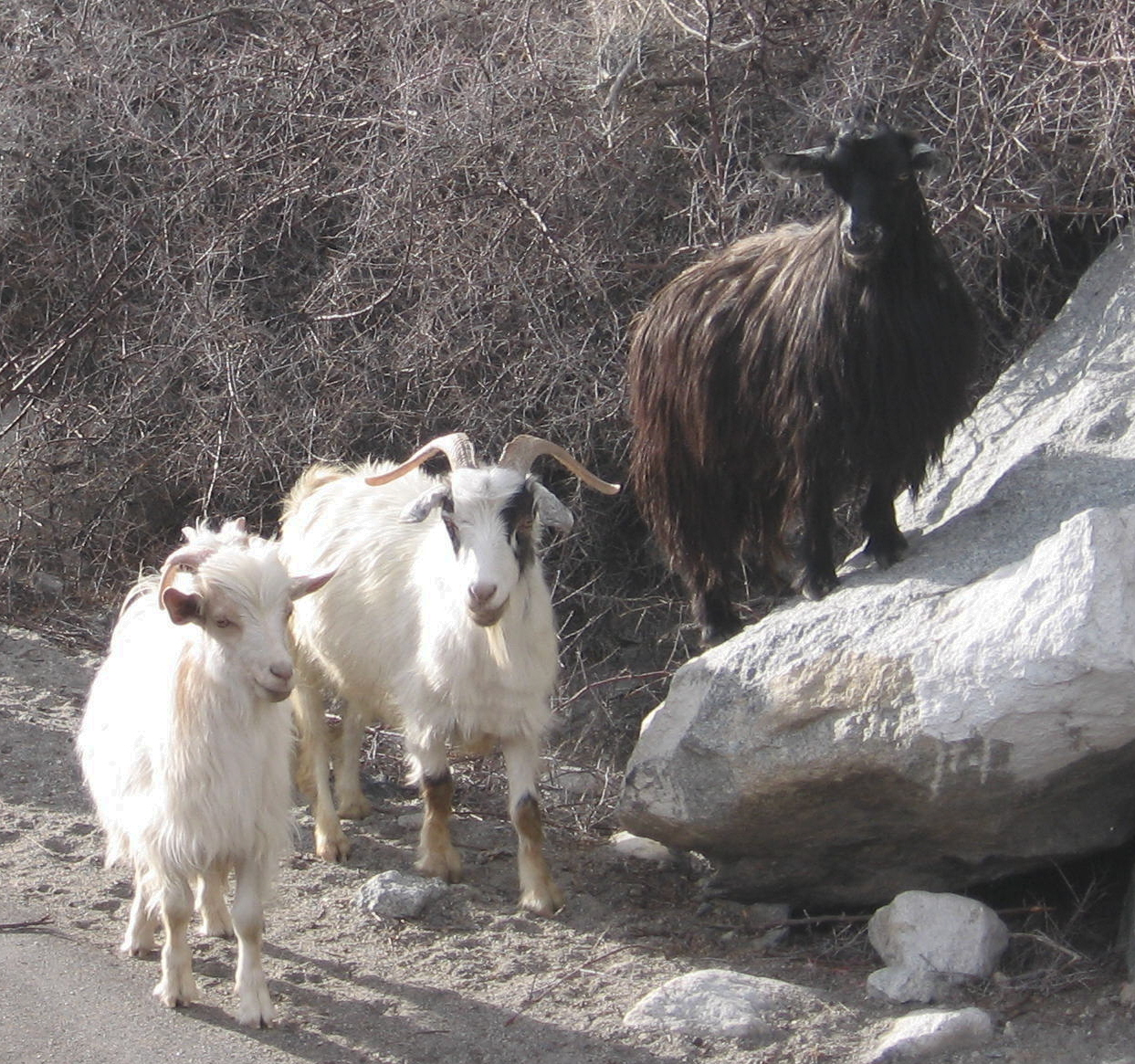
Пашминные козы[англ.], Ладакх, Индия
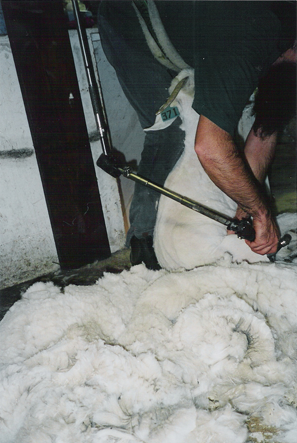
Стрижка кашмирской козы. Кориндхап[англ.], Австралия
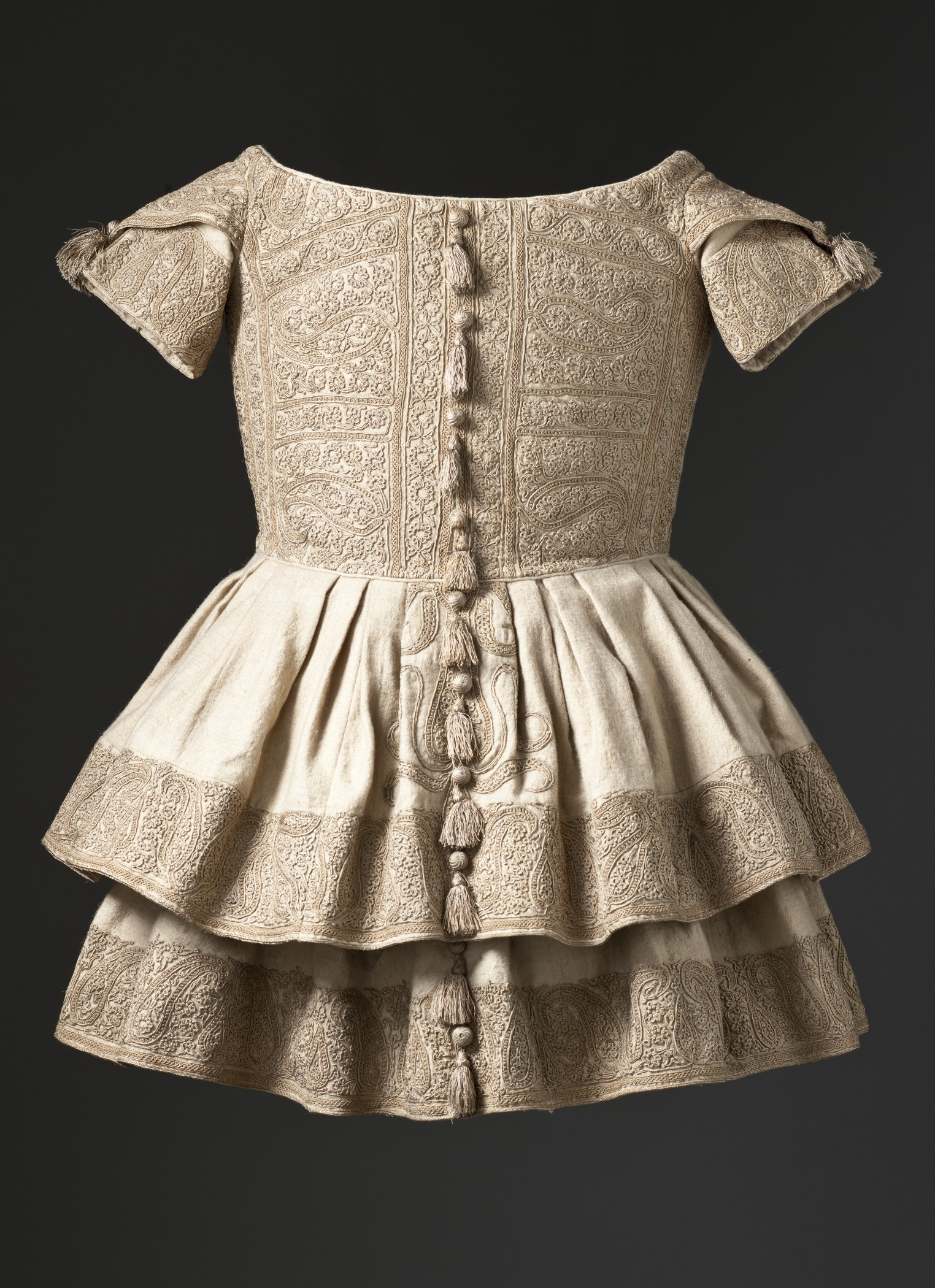
Дамское платье[англ.], произведённое около 1855 года в Кашмире; кашемировый шерстяной твил с шёлковой вышивкой и шёлковыми кисточками
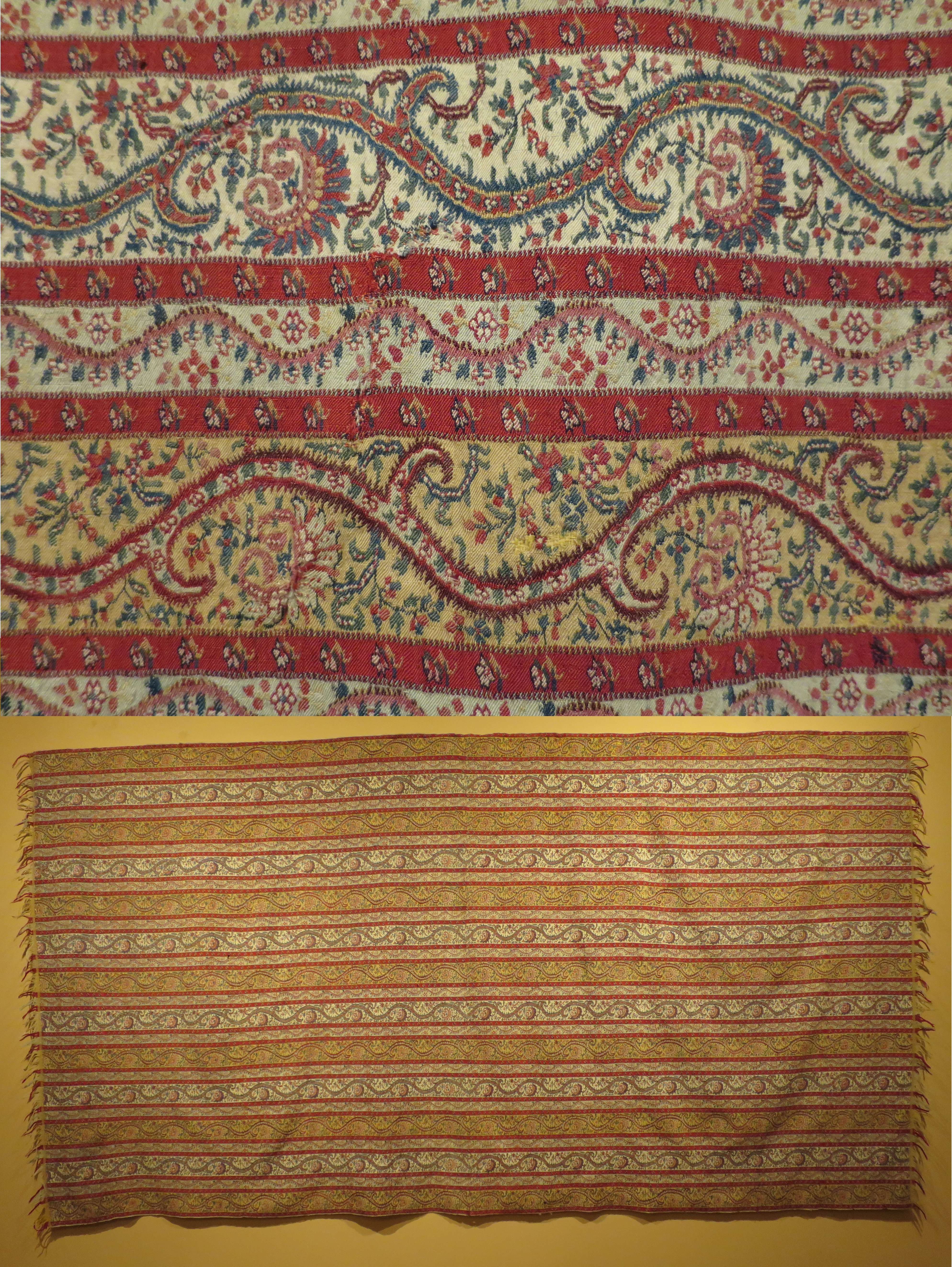
Шарф Jamewar, кашемир, начало XIX века, Художественный музей Гонолулу (вверху: деталь; внизу: общий вид)
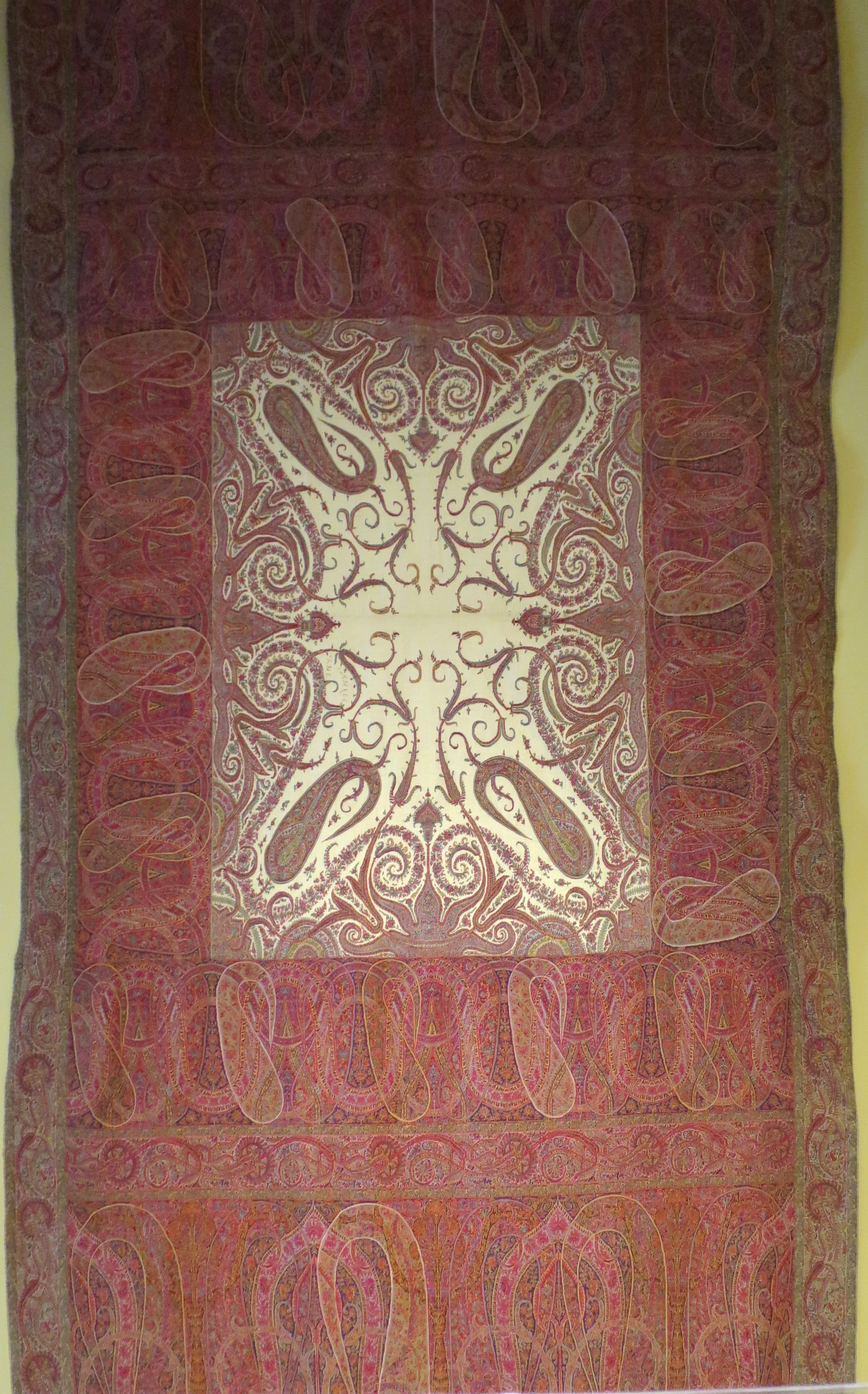
Шаль, вероятно из Кашмира, XIX век, Художественный музей Гонолулу
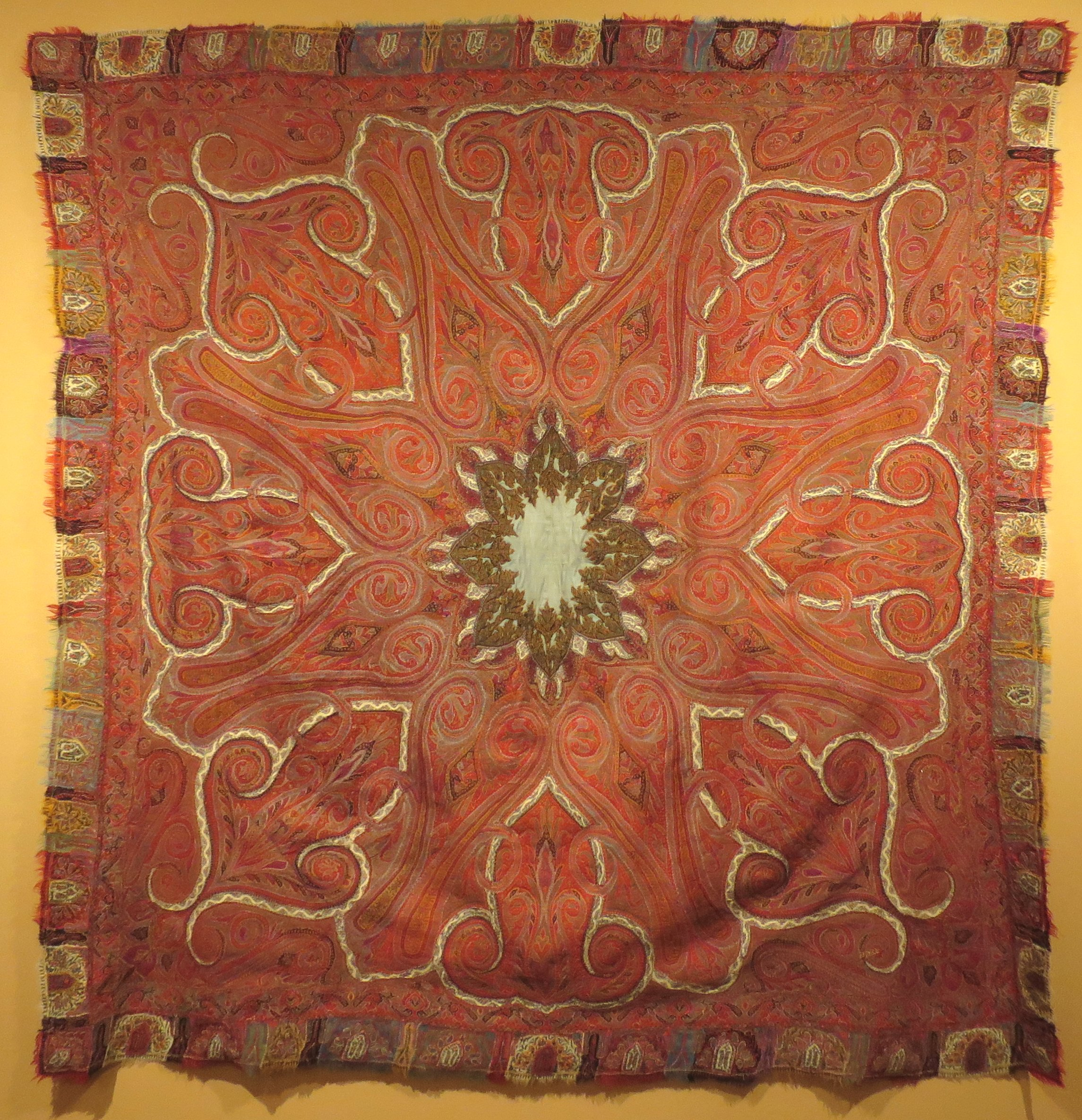
Кашмирская шаль[англ.], середина XIX века, Художественный музей Гонолулу
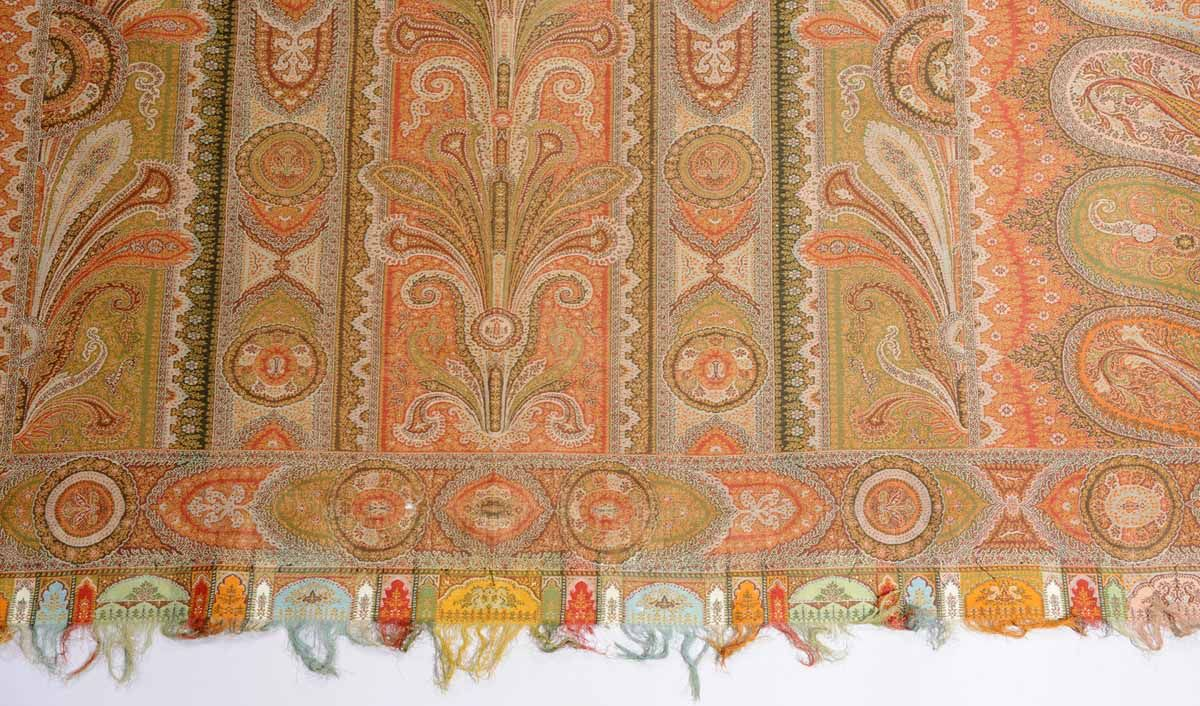
Шарф с рисунком из кашемира (деталь), между 1850 и 1949 годами, музеи департамента Верхняя Сона
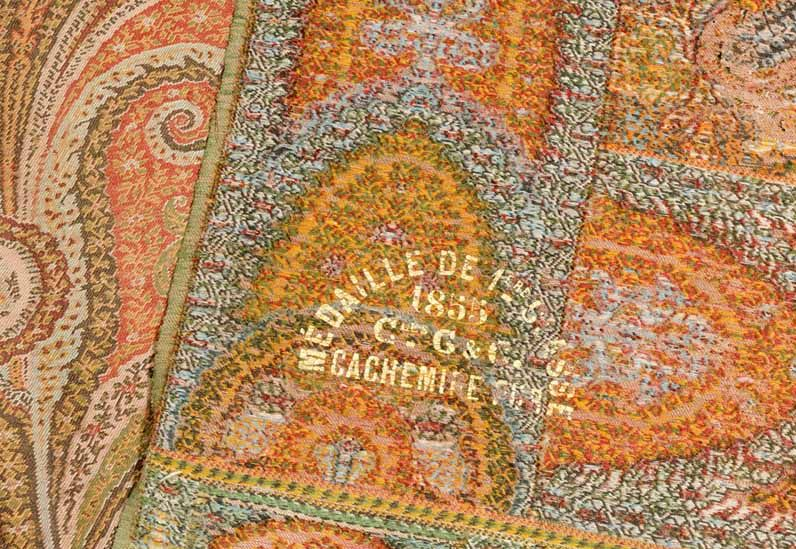
Деталь кашемирового платка, коллекция ведомственных музеев Верхней Соны[фр.]
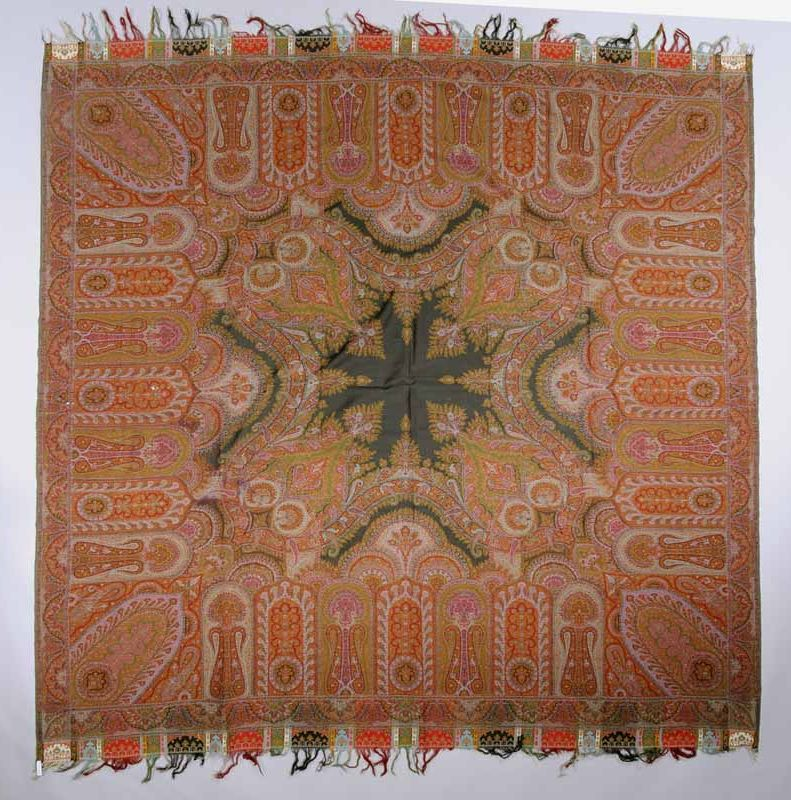
Ковёр пакистанской марки SHAWL, коллекция ведомственных музеев Верхней Соны, XIX век, Франция
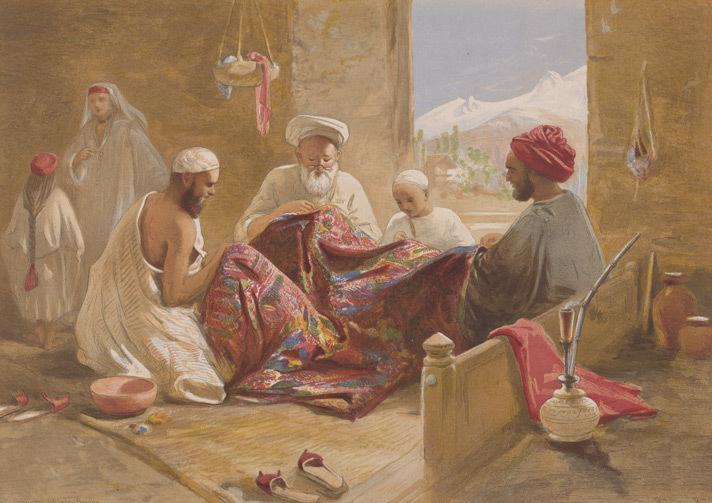
Картина Уильяма Симпсона 1867 года, изображающая мужчин, производящих шаль из пашминовой шерсти